# Allgemeine Deutsche Biographie

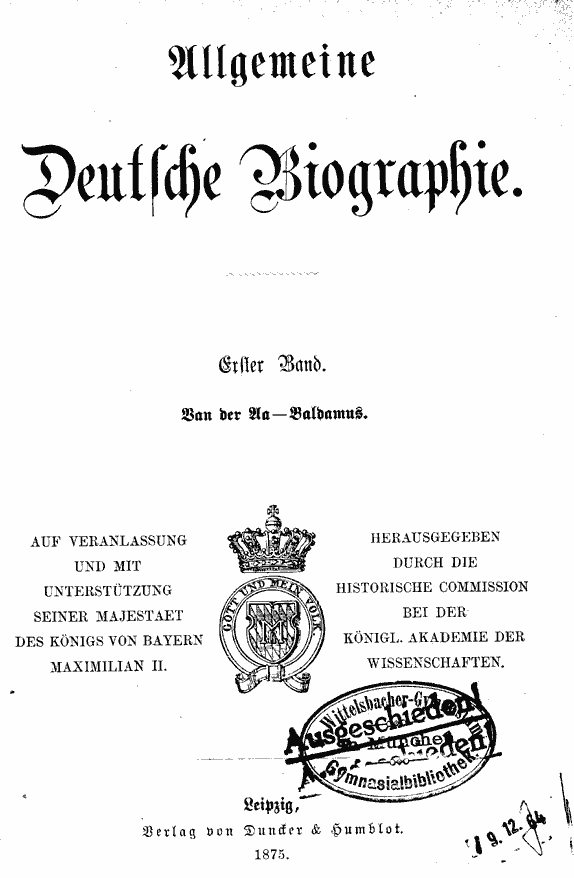
Titelblatt des ersten Bandes der Allgemeinen Deutschen Biographie von 1875

Die Allgemeine Deutsche Biographie (ADB) ist ein biografisches Nachschlagewerk, das in 56 Bänden von der Historischen Commission bei der Königlichen Akademie der Wissenschaften (München) unter der Redaktion von Rochus Freiherr von Liliencron herausgegeben wurde und 1875–1912 (Nachdruck 1967–1971) in Leipzig im Verlag Duncker & Humblot erschienen ist. Die ADB ist ein erstrangiges Nachschlagewerk zu ungefähr 26.500 Personen, die vor dem Jahr 1900 verstorben sind und im deutschsprachigen Raum wirkten. Dazu zählen auch die Niederlande bis ins Jahr 1648.
Das Nachfolgeprojekt der ADB ist die noch nicht abgeschlossene Neue Deutsche Biographie (NDB). Neben der NDB ist die ADB maßgebliche deutsche Nationalbiografie. Eine elektronische Fassung der ADB ist Teil der Deutschen Biographie. Die Website enthält alle Artikel der ADB im Volltext und ein vollständiges Register, das auch die Einträge aus der NDB umfasst.

## Geschichte
In der Historischen Kommission bei der Bayerischen Akademie der Wissenschaften gab es seit der Gründung 1858 Planungen, ein biografisches Nachschlagewerk für Deutschland zu erstellen. 1868 wurde auf Antrag des Kommissionsvorsitzenden Leopold von Ranke das Projekt wieder aufgenommen und Rochus von Liliencron mit der Leitung beauftragt. Ab 1873 wurde von Liliencron durch Franz Xaver von Wegele als Mitredakteur unterstützt, der die Leitung auf dem Gebiet der Politischen Geschichte übernahm.
1869 waren die Grundzüge des Unternehmens festgelegt. Das Werk wurde für den wissenschaftlichen und für den allgemeinen Gebrauch ausgelegt. Daher wurden Biografien von Personen aufgenommen, die nach Auffassung der Kommission von überwiegend wissenschaftlichem Interesse waren. Es wurden keine lebenden Personen aufgenommen und nur Länder „von ursprünglich oder teilweise deutscher Nationalität […], aber doch nur, soweit sie mit dem Gesamtleben Deutschlands in einem engeren geistigen Zusammenhang geblieben sind“, berücksichtigt.
Anfangs waren zwanzig Bände zu je fünfzig Bogen geplant. Die Bände sollten in halbjährlichem Abstand erscheinen, so dass die Bearbeitungsdauer sich auf zehn bis zwölf Jahre erstreckt hätte. Der Umfang der Biographien war in Klassen aufgeteilt. Den fünfhundert wichtigsten Personen, die in Klasse 1 eingeordnet wurden, war der Raum eines Druckbogens zugedacht. In den 20 Bänden sollten ursprünglich rund 40.000 Biografien abgedruckt werden. Man kam jedoch zu dem Schluss, dass den einzelnen Biografien bei der Menge zu wenig Platz bliebe und reduzierte die Zahl auf die Hälfte. Dennoch passten vor allem durch die größere Länge der Kurzbiografien schon in den ersten Band statt der geplanten 1000 nur 953 Artikel.
So wurden bis 1899 45 Bände erreicht, an denen 1.418 Mitarbeiter geschrieben hatten. Es fanden 23.273 Namen Erwähnung. Aber mit Erreichen des Buchstaben Z wurde die ADB noch nicht beendet. Bereits ab dem ersten Band waren am Ende jedes Bands Zusätze und Berichtigungen zu den Biografien in den vorangegangenen Bänden angefügt. Um weitere in der Zwischenzeit verstorbene Personen aufnehmen und andere fehlende Biografien nachtragen zu können, wurden ab dem 45. Band Nachträge mit Biografien zu bis 1899 verstorbenen Personen veröffentlicht, die sich über weitere neun Nachtragsbände erstreckten. Band 56, mit dem das Werk 1912 abgeschlossen wurde, besteht aus einem Generalregister aller Einträge.

## Informationswert
Die Artikel in der ADB haben Handbuchcharakter; sie bilden den Forschungsstand des jeweiligen Erscheinungsjahres ab. Dabei stellen viele der Artikel trotz ihres Alters dann den letzten Forschungsstand dar, wenn die entsprechenden Personen nach dem Erscheinen des ADB-Bandes in der wissenschaftlichen Literatur nicht mehr behandelt worden sind.
Wenn dagegen neuere Forschung zu einer Person vorliegt, können die fachlich veralteten biografischen Artikel der ADB dennoch häufig vertiefende Detailinformationen bieten, beispielsweise umfangreiche Angaben zum Werk oder Hinweise auf ältere Literatur oder historische Quellen, die heute nicht mehr allgemein zugänglich sind.
Bei Artikeln zu Personen des 19. Jahrhunderts schreiben viele Autoren über ihnen persönlich bekannte oder von ihnen verehrte Personen, wobei problematische biografische Aspekte ohne kritische Distanz möglicherweise abgeschwächt oder gar nicht behandelt werden. Insbesondere in solchen Fällen ist andererseits die ADB selbst zu einer interessanten und wichtigen historischen Quelle der Wissenschaftsgeschichte geworden.

## Bandübersicht

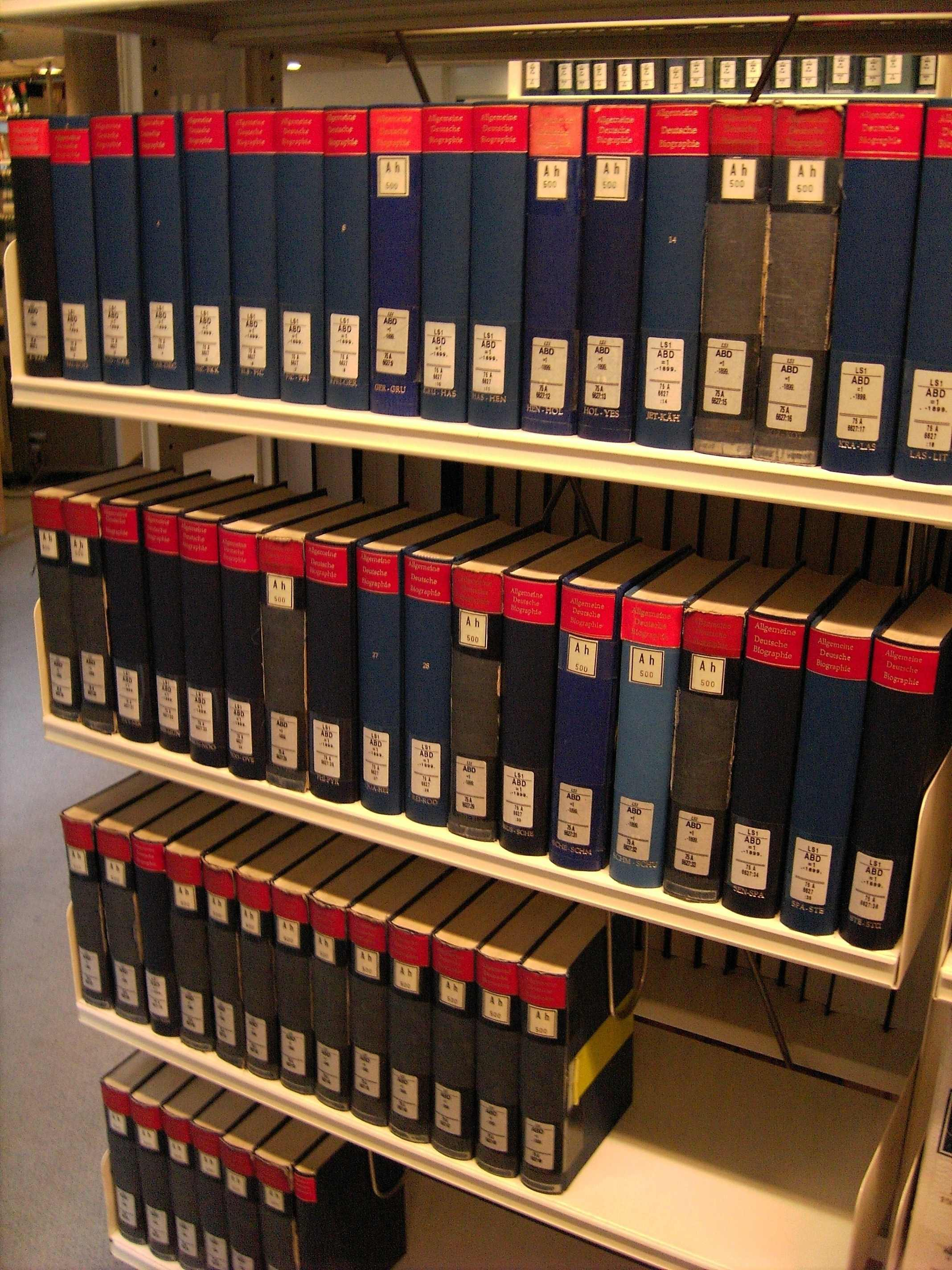
Bände der Allgemeinen Deutschen Biographie

1. Van der Aa – Baldamus. 1875 (Internet Archive)
2. Balde – Bode. 1875 (Internet Archive)
3. Bode – von Carlowitz. 1876 (Internet Archive)
4. Carmer – Deck. 1876 (Internet Archive)
5. Von der Decken – Ekkehart. 1877 (Internet Archive)
6. Elben – Fickler. 1877 (Internet Archive)
7. Ficquelmont – Friedrich Wilhelm III. von Sachsen-Altenburg. 1878 (Internet Archive)
8. Friedrich I. von Sachsen-Altenburg – Gering. 1878 (Internet Archive)
9. Geringswald – Gruber. 1879 (Internet Archive)
10. Gruber – Hassencamp. 1879 (Internet Archive)
11. Hassenpflug – Hensel. 1880 (Internet)
12. Hensel – Holste. 1880 (Internet Archive)
13. Holstein – Jesup. 1881 (Internet Archive)
14. Jetzer – Kähler. 1881 (Internet Archive)
15. Kähler – Kircheisen. 1882 (Internet Archive)
16. Kircher – v. Kotzebue. 1882 (Internet Archive)
17. Krabbe – Lassota. 1883 (Internet Archive)
18. Lassus – Litschower. 1883 (Internet Archive)
19. v. Littrow – Lysura. 1884 (Internet Archive)
20. Maaß – Kaiser Maximilian II. 1884 (Internet Archive)
21. Kurfürst Maximilian I. – Mirus. 1885 (Internet Archive)
22. Mirus – v. Münchhausen. 1885 (Internet Archive)
23. v. Münchhausen – v. Noorden. 1886 (Internet Archive)
24. van Noort – Ovelacker. 1887 (Internet Archive)
25. Ovens – Philipp. 1887 (Internet Archive)
26. Philipp (III.) von Hessen – Pyrker. 1888 (Internet Archive)
27. Quad – Reinald. 1888 (Internet Archive)
28. Reinbeck – Rodbertus. 1889 (Internet Archive)
29. v. Rodde – v. Ruesch. 1889 (Internet)
30. v. Rusdorf – Scheller. 1890 (Internet Archive)
31. Scheller – Karl Schmidt. 1890 (Internet Archive)
32. Karl v. Schmidt – G. E. Schulze. 1891 (Internet Archive)
33. Hermann Schulze – G. Semper. 1891 (Internet Archive)
34. Senckenberg – Spaignart. 1892 (Internet Archive)
35. Spalatin – Steinmar. 1893 (Internet Archive)
36. Steinmetz – Stürenburg. 1893 (Internet Archive)
37. Sturm (Sturmi) – Thiemo. 1894 (Internet Archive)
38. Thienemann – Tunicius. 1894 (Internet Archive)
39. Tunner – de Vins. 1895 (Internet Archive)
40. Vinstingen – Walram. 1896 (Internet Archive)
41. Walram – Werdmüller. 1896 (Internet Archive)
42. Werenfels – Wilhelm d. Jüngere, Herzog zu Braunschweig und Lüneburg. 1897 (Internet Archive)
43. Wilhelm d. Jüngere, Herzog zu Braunschweig und Lüneburg – Wölfelin. 1898 (Internet Archive)
44. Günzelin von Wolfenbüttel – Zeis. 1898 (Internet Archive)
45. Zeisberger – Zyrl; Nachträge bis 1899: v. Abendroth – Anderssen. 1900 (Internet Archive)
46. Nachträge bis 1899: Graf J. Andrassy – Fürst Otto von Bismarck. 1902 (Internet Archive)
47. Nachträge bis 1899: v. Bismarck-Bohlen – Dollfus. 1903 (Internet Archive)
48. Nachträge bis 1899: Döllinger – Friedreich. 1904 (Internet Archive)
49. Nachträge bis 1899: Kaiser Friedrich III. – Hanstein. 1904 (Internet Archive)
50. Nachträge bis 1899: Harkort – v. Kalchberg. 1905 (Internet Archive)
51. Nachträge bis 1899: Kálnoky – Lindner. 1906 (Internet Archive)
52. Nachträge bis 1899: Linker – Paul. 1906 (Internet Archive)
53. Nachträge bis 1899: Paulitschke – Schets. 1907 (Internet Archive)
54. Nachträge bis 1899: Scheurl – Walther. 1908 (Internet Archive)
55. Nachträge bis 1899: Wandersleb – Zwirner. 1910 (Internet Archive)
56. Generalregister. 1912 (Internet Archive)

## Online-Ausgaben

### Deutsche Biographie
Im Mai 2003 wurde durch die Historische Kommission bei der Bayerischen Akademie der Wissenschaften und die Bayerische Staatsbibliothek die Elektronische Allgemeine Deutsche Biographie (E-ADB) herausgegeben, die auf den gescannten Seiten der ADB beruhte. Über einen Index waren die einzelnen Artikel auffindbar; auch die Artikel der NDB waren in diesem Index enthalten.
In einem von der DFG unterstützten Projekt wurden im Februar 2010 die Allgemeine Deutsche Biographie und die ersten 22 Bände der Neuen Deutschen Biographie auch als elektronischer Volltext verfügbar gemacht und die Website umfassend erneuert. Die Namenregister mit aktualisierten Zusatzinformationen und den bio-bibliographischen Angaben (unter anderem Verknüpfungen mit der GND) wurden in die Deutsche Biographie (DB) integriert und sind zusätzlich über das Biographie-Portal recherchierbar.

### Wikisource
Im August 2005 wurde unabhängig von den Bemühungen dieser Anbieter bei Wikisource begonnen, die Allgemeine Deutsche Biographie im Volltext zu erfassen. Seit November 2008 sind alle ADB-Artikel mit Hilfe einer Texterkennung verfügbar, bis 2011 wurden alle Texte von freiwilligen Wikisource-Mitarbeitern korrekturgelesen, mit anderen ADB-Einträgen sowie mit den meisten Wikipedia-Artikeln, GND-Einträgen, gegebenenfalls auch mit Wikisource-Autorenseiten verknüpft. Ein weiterer Korrekturdurchgang wurde am 9. April 2020 abgeschlossen, somit sind 26.345 Artikel fertig korrigiert.